# Andreas Molterer
Andreas Molterer, apodado Anderl (Kitzbühel; 8 de octubre de 1931-24 de octubre de 2023), fue un esquiador austriaco especialista en esquí alpino.

## Carrera

### Juegos Olímpicos
Tuvo su primera aparición en los Juegos Olímpicos de Invierno en la edición de Cortina d'Ampezzo 1956 donde ganó la medalla de plata en la modalidad de eslalon gigante y la medalla de bronce en el descenso. Cuatro años después participa en Squaw Valley 1960 donde finalizó en la posición 12 en el eslalon gigante y en el puesto 19 en el descenso.

### Campeonato Mundial
Participó en la edición de 1954 en Suecia donde ganó la medalla de bronce en el eslalon gigante, en quinto lugar en el eslalon, en séptimo lugar en el combinado y en el lugar 34 en el descenso. Dos años después en Cortina d'Ampezzo gana la medalla de plata en eslalon gigante y la medalla de bronce en descenso.
En 1958 en Austria finaliza en quinto lugar en el descenso, quinto lugar en el combinado, en sexto lugar en el eslalon gigante y en octavo lugar en el eslalon. Su última aparición fue en 1960 donde finalizó en el lugar 12 en el eslalon gigante y en el lugar 19 en el descenso.

## Otros títulos
- Campeonato Austriaco de Esquí
  - Eslalon: 1954, 1955, 1959
  - Eslalon gigante: 1955, 1956, 1960
  - Descenso: 1952, 1956
  - Combinado: 1955

- Carrera de Hahnenkamm (4): 1953, 1955, 1958, 1959.[4]

## Tras el retiro
Luego de retirarse de las competiciones profesionales, emigra a Estados Unidos, donde estuvo en escuelas de esquí en Montana y Colorado, y termina mudándose a Tennessee.